# エクセル航空
エクセル航空株式会社（エクセルこうくう）は、日本の航空会社。千葉県浦安市千鳥の浦安ヘリポート及び沖縄県那覇市の那覇空港を拠点にヘリコプターによる遊覧飛行、チャーター輸送を中心とした航空輸送事業を展開している。

## 概要
本田航空の中堅社員を中心にエグゼクティブ・エアサービス(株)として創業、当初は定期航空会社の乗員訓練を手がけていた。エグゼクティブ・エアサービス時代の1993年11月に、2002年12月に設立された新規航空会社スターフライヤーの初代社長となる堀高明が、当時親会社だったヒロセ（株）から業務部長として出向、新規事業としてヘリコプター事業へ参入し、東京・横浜におけるヘリコプタークルージングや、ドクターヘリ・サービス（朝日航洋と共同）を事業化した。また、海外関連会社を通じてガルフストリーム G550を運用、国外の顧客をターゲットとしたVIP向けチャーターサービスも展開していた。堀は1996年5月から2002年3月まで代表取締役社長を務めた後、新たな代表取締役社長に小島裕二が就任、レクサスやコカコーラ等のSPイベントとのタイアップ等業容を拡大、業界他社とは差別化されたビジネスモデルを創造。後に株式会社グローバルアジリティーの100％子会社に。2016年10月1日には那覇空港を拠点とする同業のアイラス航空株式会社と合併（存続企業はエクセル航空株式会社）している。
現在の事業内容は、遊覧飛行・チャーター輸送などの航空運送事業、航空機の運航および保守管理の受託、航空機整備事業、航空事業についてのコンサルタントなどである。
合併前のアイラス航空は、2013年12月31日に沖縄県国頭郡今帰仁村古宇利島付近で海上に墜落する航空事故を起こしている。この事故では乗員1名が重傷、2名が軽傷を負っている。
また、2018年6月7日には那覇市の海上に墜落する航空事故を起こした。

### 遊覧飛行
アイラス航空の事業を引き継いで、那覇空港発着の遊覧飛行を行っている。

### ヘリタクシー事業
アイラス航空の事業を引き継いで、那覇空港と周辺離島等との間でのヘリタクシー事業を行っている。
運航路線は那覇空港 - 慶良間空港、粟国空港、伊江島空港、伊是名飛行場、渡嘉敷島ヘリポート、渡名喜島ヘリポート、伊平屋ヘリポート、美らオーチャードゴルフ倶楽部、ベルビーチゴルフクラブ、カヌチャリゾート　であり、このほかにも要望に応じた路線設定が可能である。
那覇ー慶良間、渡嘉敷便は船便の欠航時などは搭乗料金に補助が出る。 また、那覇ー慶良間便は座間味島～阿嘉島間の船便が欠航した場合のみ、座間味島ヘリポートへの発着が可能である。

### 航空機整備事業
航空法に定められた認定事業場となっており、現在の認定機種はAS355F2/N、SA365N1、S-76A/Cである。AS350/AS355、AS365、EC120、MH2000、BK117、MD900などにも対応している。宇宙航空研究開発機構の保有していたMH2000を改造した試験機「MuPAL-ε」の整備もサポートしていた。

### 受託運航
2009年9月16日から2015年12月末まで、森ビルシティエアサービスから成田空港と都心を結ぶ「東京－成田 ヘリダイレクト」の運航を受託していた。六本木のアークヒルズヘリポートと東関東自動車道佐倉インターチェンジに隣接する佐倉ヘリポートの間を、エルメス仕様のユーロコプター EC 135で約20分で運行していた。このサービスは2015年12月末で終了した。

### その他
チャーター、ヘリポート施設運用等を行っている。

## 沿革
- 1991年6月18日 - エグゼクティブ・エアサービス(株)として創業。
- 1994年 - 浦安ヘリポート発着のヘリコプター遊覧飛行を運航開始。
- 2006年1月 - 株式会社シマブン・コーポレーションの完全子会社となる。
- 2009年9月16日 - 森ビルシティエアサービスから成田空港と都心を結ぶ「東京－成田 ヘリダイレクト」の運航を受託。
- 2013年5月 - 株式会社シマブン・コーポレーションが全株式を株式会社グローバルアジリティーに譲渡。
- 2015年12月末 - 森ビルシティエアサービスがサービス終了。
- 2016年10月1日 - アイラス航空株式会社と合併（存続企業はエクセル航空株式会社）。同社を沖縄支社とし、沖縄県での遊覧飛行及びヘリタクシー事業を受け継ぐ[13][14]。

## 浦安ヘリポート
自社所有の浦安ヘリポートを拠点としている。航空法に基づく飛行場設置許可を受けた非公共用ヘリポートで、首都圏のヘリポートで唯一24時間利用が可能である。東京湾に面した埋立地に立地しており、ヘリパッドは護岸に合わせて高い位置にある。格納庫前のエプロンとはスロープで接続されており、隣接して第一格納庫（20×25m）、第二格納庫（28×37.5m）がある。事務棟には、搭乗客向けのラウンジが設置されている。周辺は倉庫や工場が建ち並び、東側は以前親会社であったヒロセ（株）の東京工場が隣接している。西側には東京ディズニーリゾートが存在する。

### アクセス
京葉線舞浜駅より無料送迎バスが運行されている。地図上はディズニーリゾートライン東京ディズニーシー・ステーション駅が最寄り駅のように見えるが、駅が直接公道と接続されておらず、大幅な迂回が必要であるため、利用には適さない。

## 保有機材
2017年8月現在、ヘリコプター5機を保有している。保有機の平均機齢は19.4年である。

### 現在の機材
- ユーロコプター AS355N
- アエロスパシアル AS355F2
- ユーロコプター AS350

### 過去の登録機材
- セスナ 560
- ビーチクラフト A36
- アエロスパシアル AS365N1/N3
- アエロスパシアル SA315B
- アエロスパシアル SA330J
- ユーロコプター AS350B/BA/B2/B3
- ユーロコプター EC120B
- アグスタ A109C/E
- エンストロム 480
- エンストロム F-28F
- マクドネル・ダグラス MD900
- ベル 206B
- ベル 214B
- 川崎 BK117A-4/B-2
- 三菱 MH2000
- ロビンソン R22
- ロビンソン R44